# Gare de Moncoutant
La gare de Moncoutant est une gare ferroviaire française sur une portion fermée de la ligne de La Possonnière à Niort, située sur le territoire de la commune de Moncoutant, dans le département des Deux-Sèvres en région Nouvelle-Aquitaine.

## Situation ferroviaire
Établie à 179 mètres d'altitude, la gare de Moncoutant est située au point kilométrique (PK) 105,450 de la ligne de La Possonnière à Niort, entre les gares ouvertes de Niort et de Bressuire.

## Histoire
La première mention d’une étude relative au tracé ferroviaire traversant la commune apparaît en 1861 dans les délibérations du Conseil Municipal. En 1868, les travaux, alors en pleine activité, donnent lieu à une requête adressée aux entreprises concessionnaires, les enjoignant de procéder à la remise en état des voiries endommagées. La gare a été mise en service en 1869 par la Compagnie du chemin de fer de Paris à Orléans (PO) lors de la réalisation de la ligne qui relie La Possonnière à Niort.
La même année fut établi le premier télégraphe reliant la Mairie à la Gare. En 1877, la municipalité sollicita auprès du département le classement de deux voies afin de désenclaver le bourg, distant de 1100 toises de la gare. Au cours des décennies suivantes, l’édification progressive de bâtiments le long de ces axes contribua à un rapprochement physique entre le noyau villageois et la station ferroviaire. L’implantation du chemin de fer à Moncoutant provoqua un essor économique notable, modifiant substantiellement la morphologie urbaine du bourg en l’espace de quelques années. Le chemin de fer rendait dès lors possible un voyage aller-retour à La Rochelle dans une même journée. Un espace vert, aménagé à l’emplacement actuel des entrepôts de la Direction Départementale de l’Équipement et de l’Agriculture, offrait aux voyageurs un lieu de stationnement agréable en attendant l’arrivée des convois.
La gare, définitivement mise hors service en 1976, vit toutefois persister pendant quelques années un trafic fret sur sa ligne ferroviaire, avant que cette dernière ne soit déclassée et convertie en « voie verte », un chemin destiné à la randonnée. À l’abandon après sa fermeture, l’édifice échappa de peu à la démolition. Acquise une première fois en 2007, elle changea à nouveau de propriétaire en 2011, passant aux mains d’un particulier qui, en définitive, renonça en 2018 à son projet d’y établir son habitation. Dès 2023, le bâtiment est appelé à connaître une nouvelle destination.